# L’Arbresle
L'Arbresle település Franciaországban, Rhône megyében. Lakosainak száma 6469 fő (2022. január 1.). L’Arbresle Saint-Germain-Nuelles, Sain-Bel, Savigny, Bully, Éveux és Fleurieux-sur-l'Arbresle községekkel határos.

## Népesség
A település népességének változása:
| Lakosok száma | 6271 | 6360 | 6646 | 6398 | 6418 | 6410 | 6437 | 6453 | 6469 |
|               | 2013 | 2015 | 2016 | 2017 | 2018 | 2019 | 2020 | 2021 | 2022 |